# Лакарри-Аран-Шаррит-де-О
Лакарри́-Ара́н-Шарри́т-де-О (фр. Lacarry-Arhan-Charritte-de-Haut) — коммуна во Франции, находится в регионе Аквитания. Департамент — Атлантические Пиренеи. Входит в состав кантона Монтань-Баск. Округ коммуны — Олорон-Сент-Мари.
Код INSEE коммуны — 64298.

## География

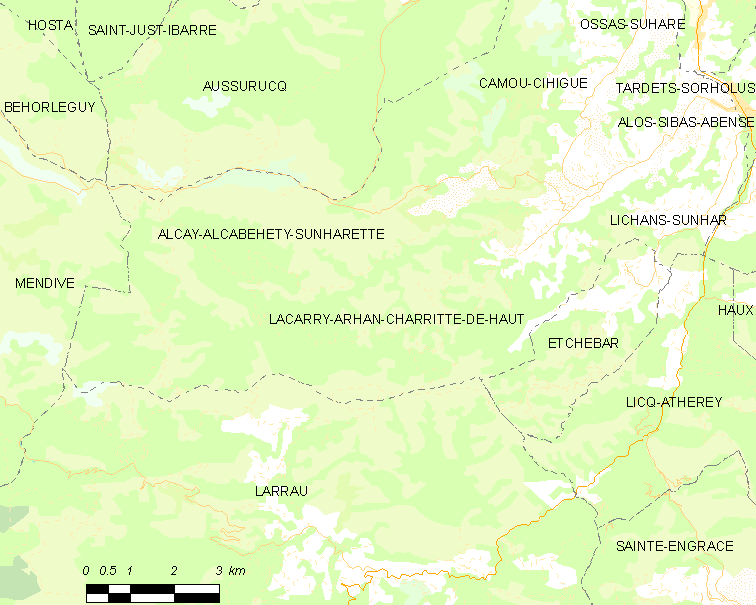
Карта коммуны

Коммуна расположена приблизительно в 690 км к югу от Парижа, в 200 км южнее Бордо, в 55 км к юго-западу от По.
На севере коммуны протекает река Апура.

### Климат
Климат тёплый океанический. Зима мягкая, средняя температура января — от +5°С до +13°С, температуры ниже −10 °C бывают редко. Снег выпадает около 15 дней в году с ноября по апрель. Максимальная температура летом порядка 20-30 °C, выше 35 °C бывает очень редко. Количество осадков высокое, порядка 1100 мм в год. Характерна безветренная погода, сильные ветры очень редки.

## Население
Население коммуны на 2010 год составляло 129 человек.
| 1962 | 1968 | 1975 | 1982 | 1990 | 1999 | 2010 |
| ---- | ---- | ---- | ---- | ---- | ---- | ---- |
| 287  | 233  | 175  | 136  | 127  | 124  | 129  |

## Администрация
| Период | Период | Фамилия      | Партия | Примечания |
| ------ | ------ | ------------ | ------ | ---------- |
| 1995   | 2020   | Доминик Боск |        |            |

## Экономика
В 2010 году среди 71 человека трудоспособного возраста (15-64 лет) 53 были экономически активными, 18 — неактивными (показатель активности — 74,6 %, в 1999 году было 73,9 %). Из 53 активных жителей работали 48 человек (25 мужчин и 23 женщины), безработных было 5 (4 мужчины и 1 женщина). Среди 18 неактивных 8 человек были учениками или студентами, 8 — пенсионерами, 2 были неактивными по другим причинам.

## Достопримечательности
- Церковь Св. Стефана (XVIII век)[4]

## Фотогалерея

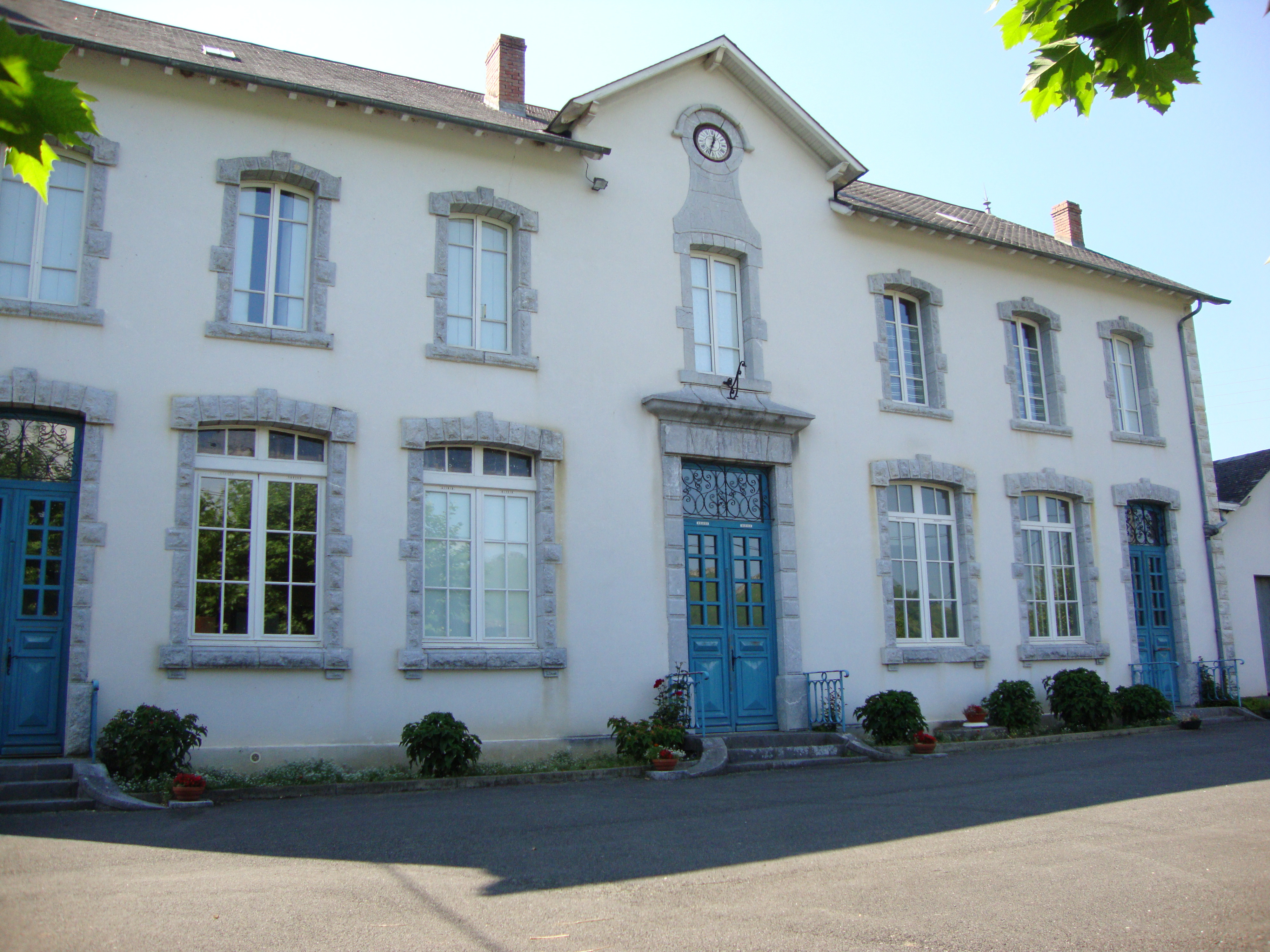
Мэрия
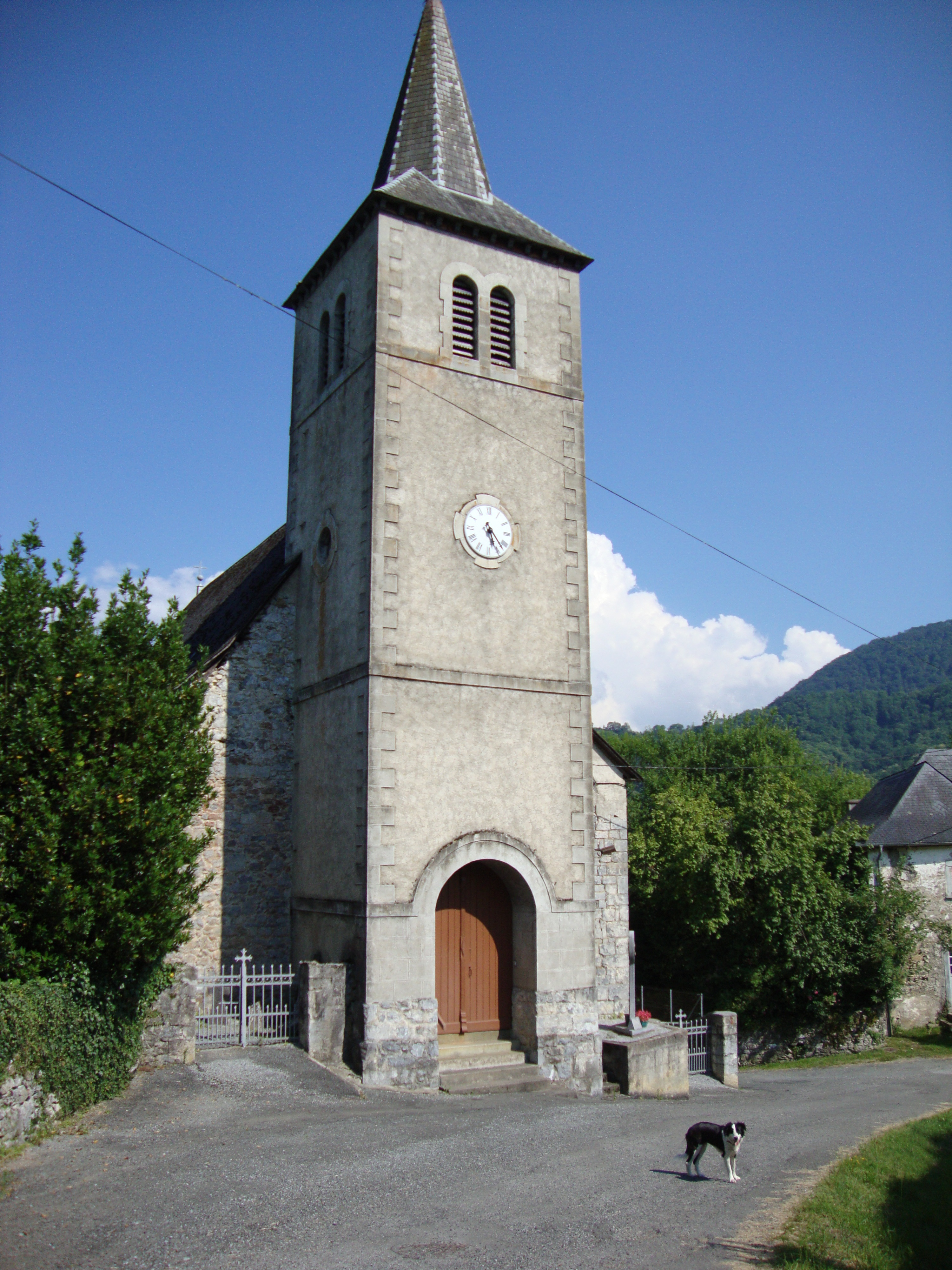
Церковь Св. Стефана
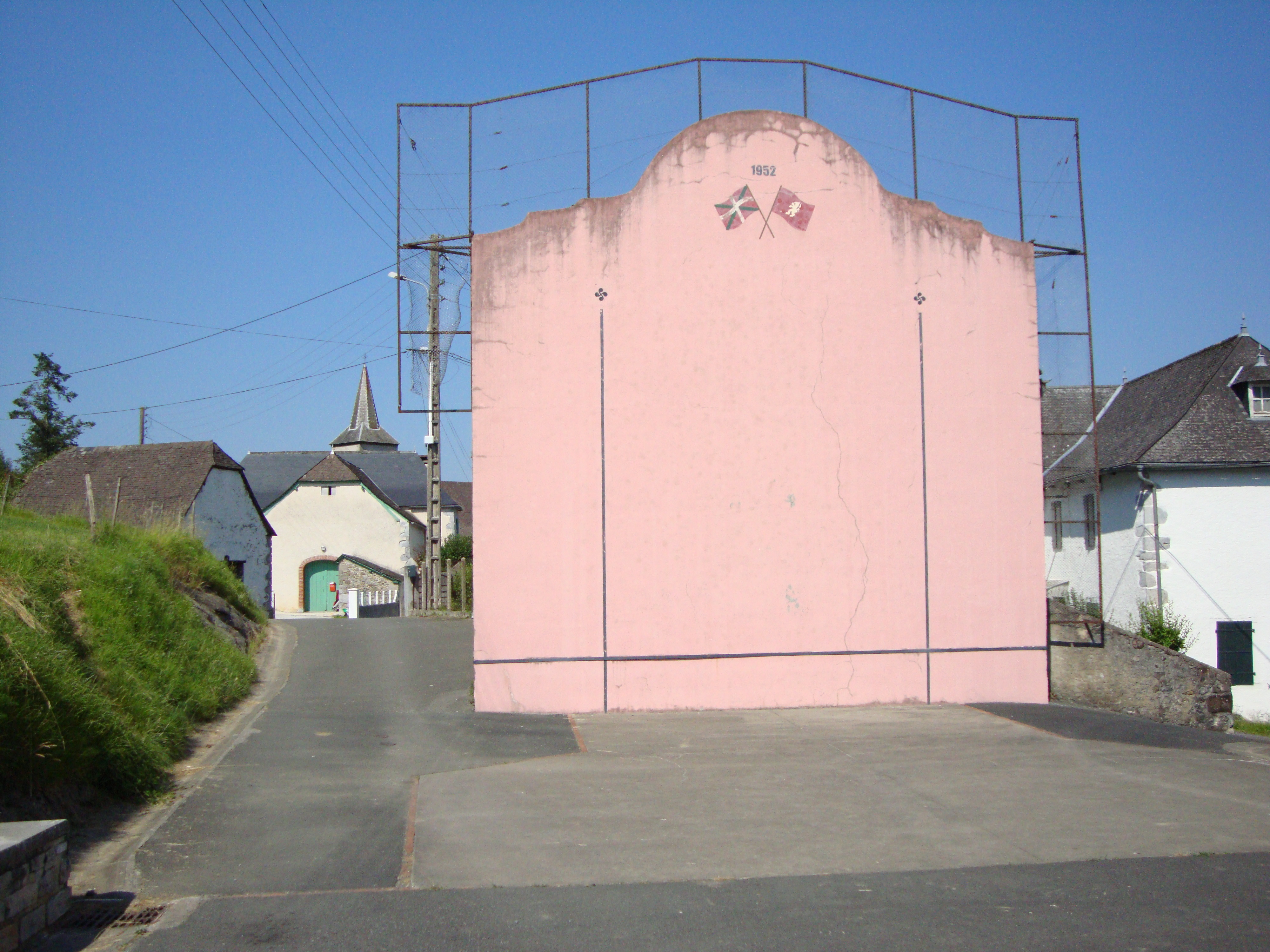
Фронтон (площадка для игры в пелоту)
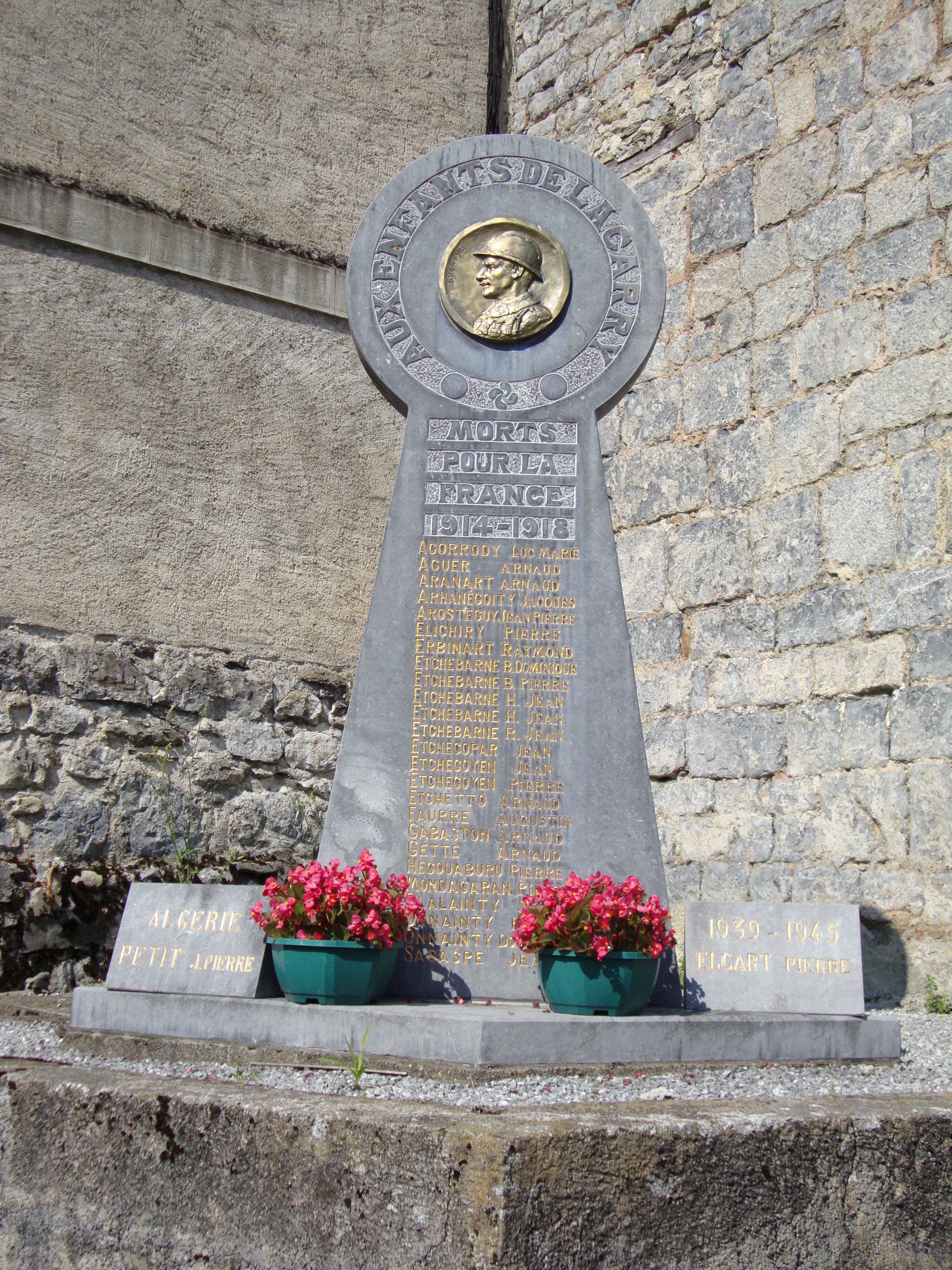
Военный мемориал
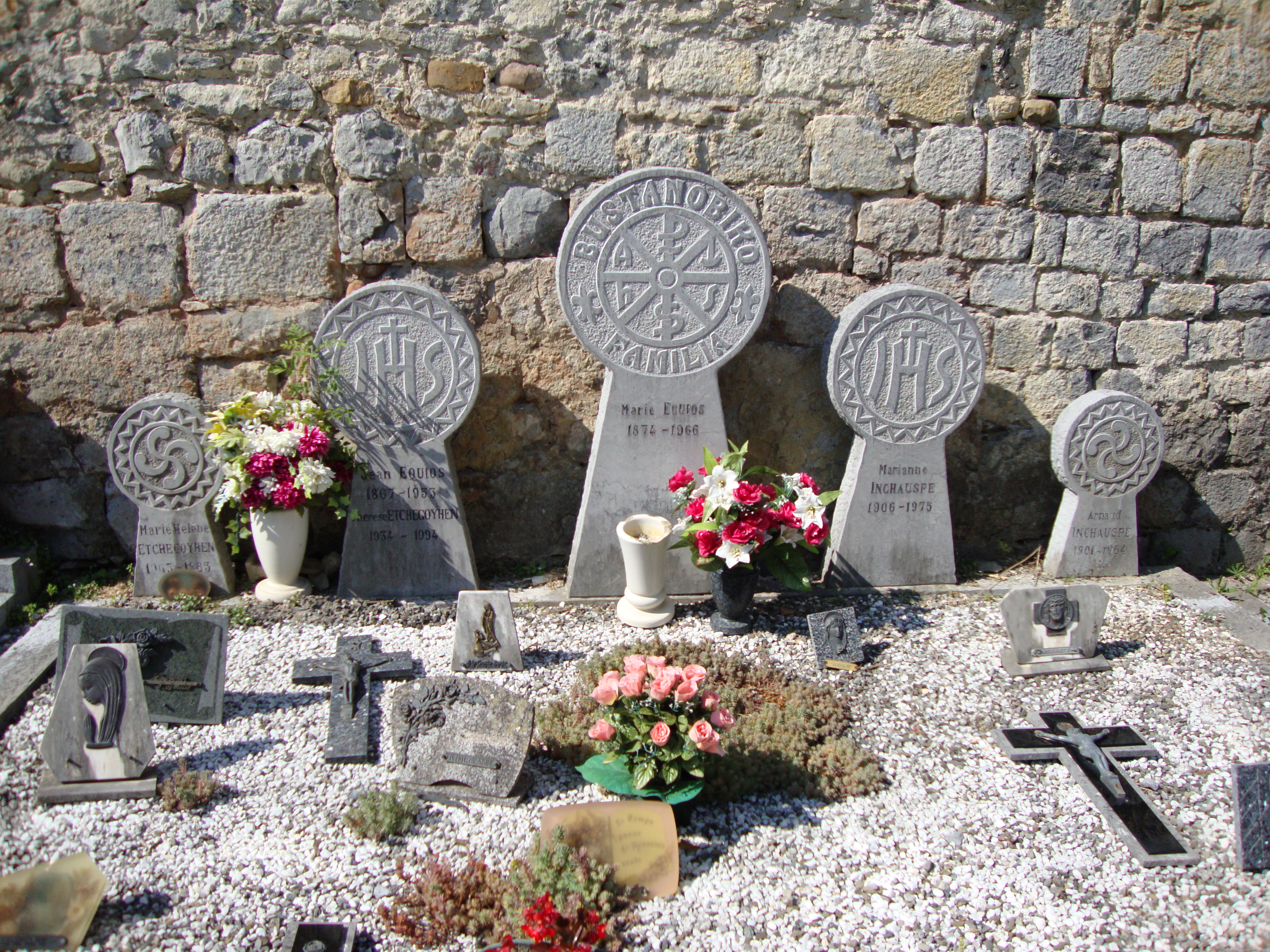
Баскские стелы
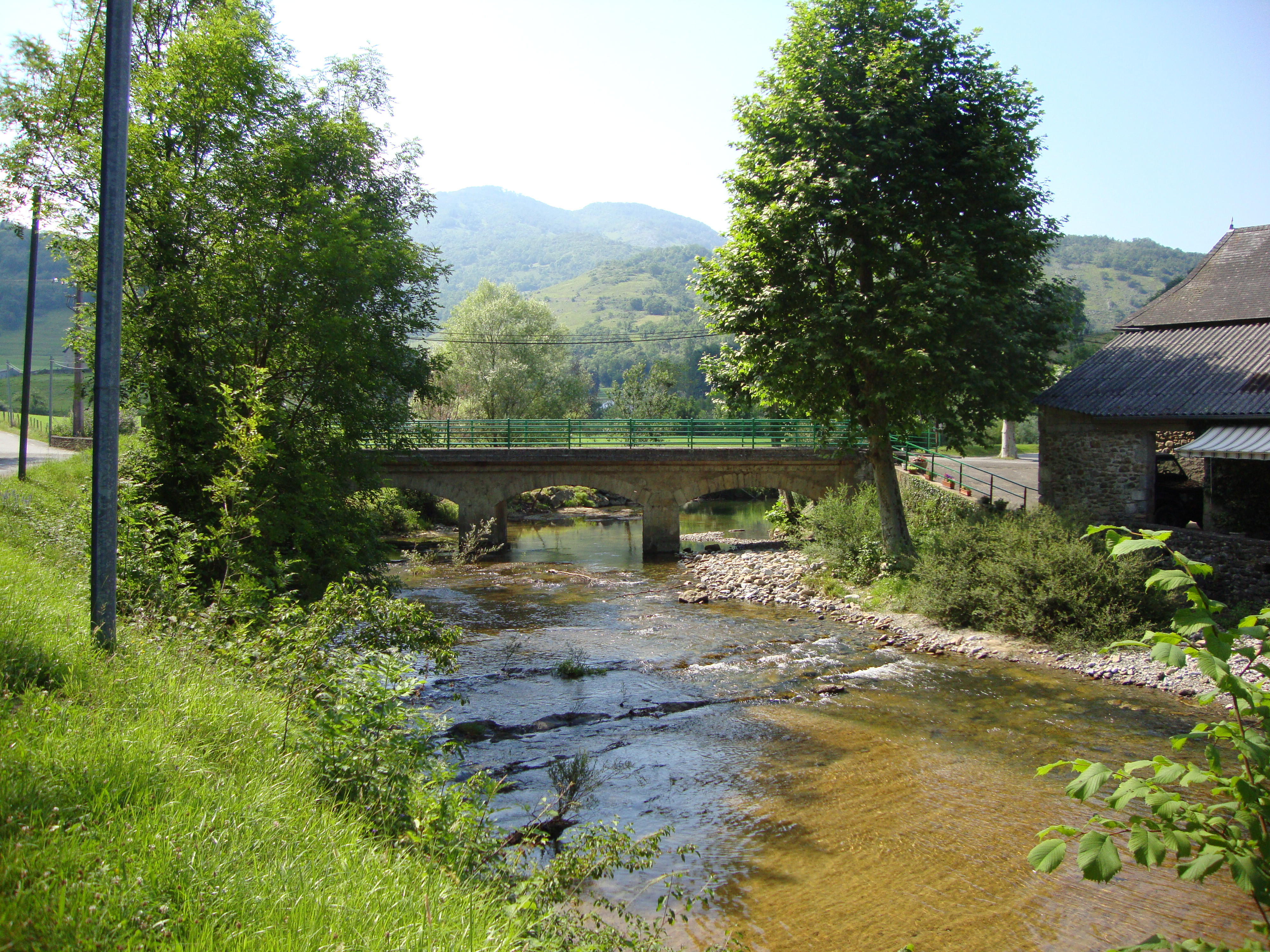
Мост через реку Апура